# Glen Grant

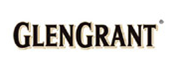
Логотип GlenGrant

GlenGrant — марка односолодового виски, имеющего светло-золотой оттенок. В книге «The world book of whiskey» вкус Glen Grant сравнивается с Glenlivet. Бренд принадлежит итальянской компании Campari Group.

## Ассортимент
- GlenGrant «TheMajor’s Reserve».
- GlenGrant 10 лет.
- GlenGrant 16 лет.

Также ограниченными партиями выпускаются специальные винтажи, в том числе 35-летней выдержки. В зависимости от выдержки крепость варьируется от 40% до 50%.

## История
Виски Glen Grant появилось в 1840 году в городе Ротс, в Шотландии, в графстве Морейшир, в долине реки Спейсайд. Братьями Джоном и Джеймсом Грант там была построена винодельня. К 1840 году они получили весомый опыт в бизнесе, связанном как с производством виски, так и с его распространением. Джон и Джеймс работали на Dandaleith и даже занимались контрабандой виски. Джеймс также продолжительное время занимал пост мэра города Элвин, расположенного неподалёку от Ротса. Он способствовал строительству железной дороги в графстве Морейшир, что благотворно повлияло на развитие бизнеса. Первоначальное распределение обязанностей: Джон занимался непосредственно делами винокурни, а юридическими вопросами ведал Джеймс.
Однако основную роль в становлении марки сыграл сын Джеймса, Джеймс-младший, который был майором Британской армии. В историю виски он вошёл как Джеймс «Майор» Грант. Он унаследовал винокурню в 1872 году. Майор Джеймс Грант применял самые передовые на тот момент технологии в производстве виски, из-за чего спрос на напиток стал увеличиваться. Вскоре Джеймс-младший построил вторую винокурню.
В течение XX века марка продолжала развиваться, находясь под контролем семейства Грантов, но не такими быстрыми темпами как под управлением Джеймса «Майора» Гранта. Постепенно происходила и смена владельцев: в 1952 году началась цепочка объединений, которая завершилась созданием Glenlivet Distillers Ltd., и в 1978 году компанию приобрёл Seagram. В 2001 году Pernod Richard выкупил бизнес у Seagram, но под давлением антимонопольного законодательства Европейского Союза  вынуждено продал винокурню итальянской Campari Group. К тому времени Glen Grant был самым популярным односолодовым виски в Италии.
По состоянию на 2012 год винокурня GlenGrant по объёмам производства входила в пятёрку самых крупных производителей односолодового виски.

## Производство

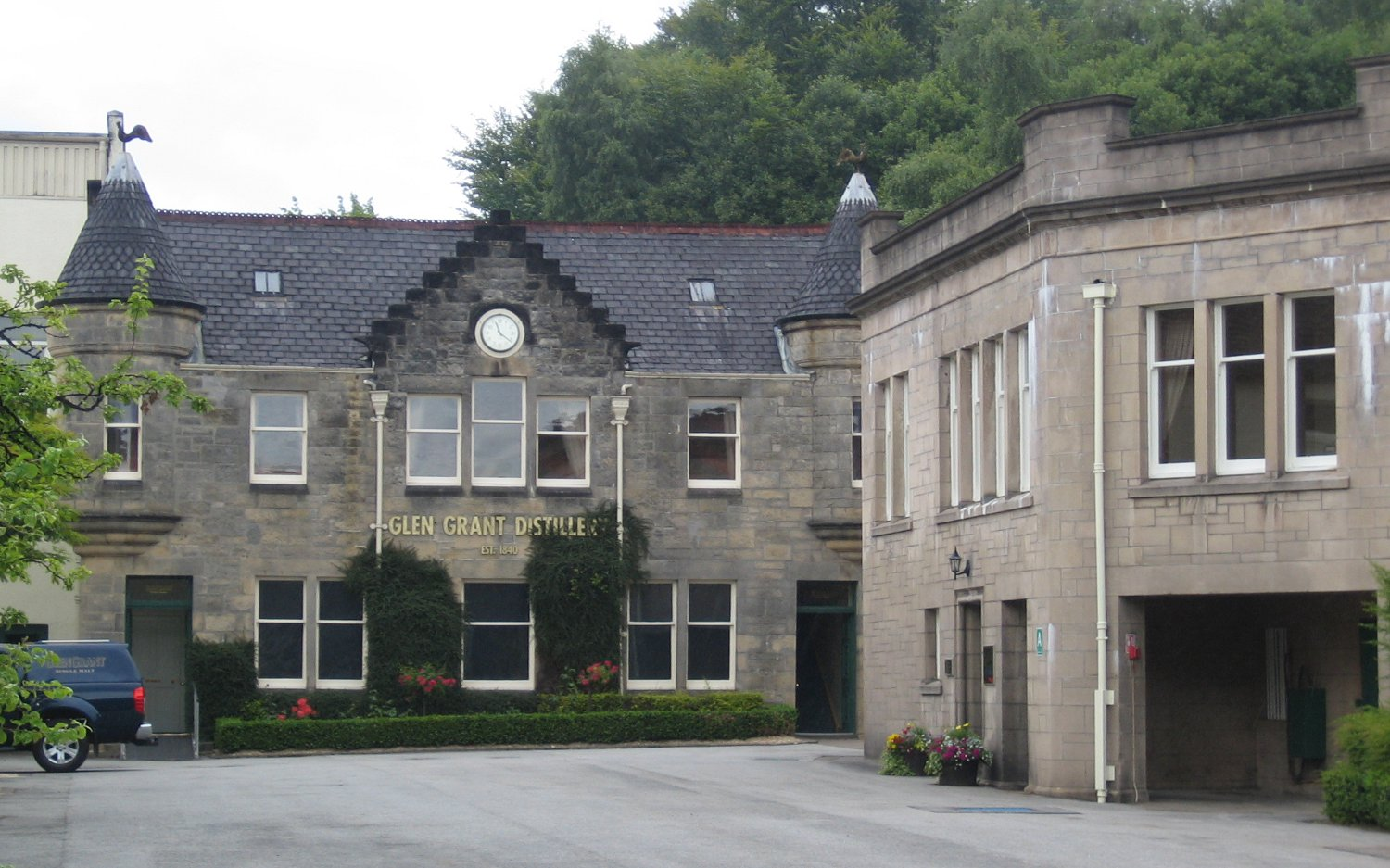
Вид винокурни GlenGrant

Технология производства односолодового виски стандартна — напиток изготавливается из ячменя, родниковой воды и дрожжей. Виски Glen Grant гонят по высоким кубам и выдерживают в дубовых бочках из-под бурбона.

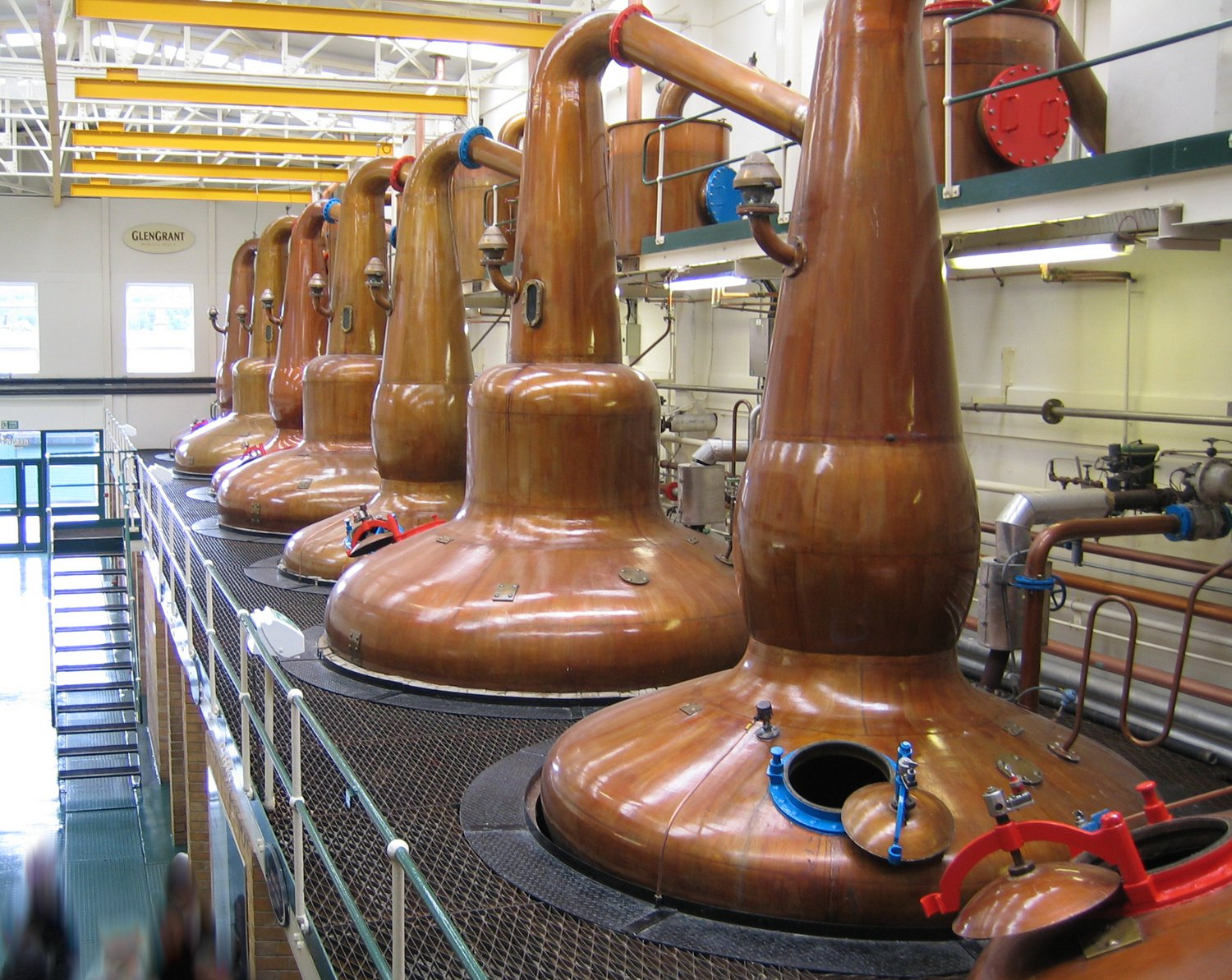
Перегонные кубы

## Способ подачи
Виски пьют как аперитив и как дижестив. Молодой виски может употребляться перед едой, а более выдержанный и крепкий — после. Существует несколько вариантов употребления виски: «straight» — не разбавляя, или с добавлением воды или содовой; «on the rocks» — с кубиками льда — рекомендуется употреблять односолодовый виски, не разбавляя его ничем. Как правило, виски подают в массивных, сравнительно невысоких прозрачных стаканах с толстым дном (тумблерах). В начале века в Шотландии и Ирландии появились бокалы Glencairn. Это бокалы тюльпановидной формы, высотой примерно 115 мм с толстым устойчивым основанием. Впоследствии были признаны Ассоциацией виски в Шотландии как наиболее удачные для употребления односолодовых сортов виски. Специалисты признали, что именно такая форма стакана с зауженными краями позволяет сдерживать и фокусировать аромат напитка, а округлые стенки — оценить тело виски.